# Satyrichthys orientale
Satyrichthys orientale és una espècie de peix pertanyent a la família dels peristèdids.

## Descripció
- Fa 15,4 cm de llargària màxima.[5][6]

## Hàbitat
És un peix marí i batidemersal que viu entre 497 i 510 m de fondària al talús continental.

## Distribució geogràfica
Es troba al Pacífic occidental: Nova Caledònia, la badia de Tosa (el Japó), el mar de la Xina Oriental, les illes Filipines, Austràlia i Indonèsia.

## Costums
És bentònic.

## Observacions
És inofensiu per als humans.